# Kitob
Kitob (Китаб) est une ville de l'Ouzbékistan située dans la province de Kachkadaria. C'est le centre administratif du district de Kitob. Sa population était de 40 800 habitants en 2016

## Histoire
Pendant la période soviétique, un observatoire astronomique y a été construit.